# Новая (Рыбинский район, Красноярский край)
Новая — деревня в Рыбинском районе Красноярского края. Образует Новинский сельсовет.

## География
Находится в примерно в 10 километрах по прямой на юг-юго-восток от районного центра город Заозёрный.
Климат
Климат резко континентальный. Зима суровая, средние температуры января составляют –19—21 °С, критические — от –45 до –52 °С. Лето преимущественно жаркое, солнечное, со средними температурами июля +19—25 °С, максимальные: +34—38 °С. 

## Население
| 2010 | 2012 | 2013 | 2014 | 2015 | 2016 | 2017 |
| ---- | ---- | ---- | ---- | ---- | ---- | ---- |
| 118  | ↘111 | ↗116 | ↗120 | ↘117 | ↘108 | ↘100 |

Постоянное население составляло 201 человек в 2002 году (83% русские),  118 в 2010.